# Seydelia melaenoides
Seydelia melaenoides là một loài bướm đêm thuộc phân họ Arctiinae, họ Erebidae.